# Васил-Левски (Старозагорская область)
Васил-Левски (болг. Васил Левски) — село в Болгарии. Находится в Старозагорской области, входит в общину Опан. Население составляет 261 человек.

## Политическая ситуация
В местном кметстве Васил-Левски, в состав которого входит Васил-Левски, должность кмета (старосты) исполняет Димо  Банев Димов (Болгарская социалистическая партия (БСП)) по результатам выборов.
Кмет (мэр) общины Опан — Минчо Динев Чавдаров (Болгарская социалистическая партия (БСП)) по результатам выборов.